# Apatania tcharvakensis
Apatania tcharvakensis är en nattsländeart som beskrevs av Ivanov 1991. Apatania tcharvakensis ingår i släktet Apatania och familjen Apataniidae. Inga underarter finns listade i Catalogue of Life.